# Aglaophamus
Aglaophamus – rodzaj wieloszczetów z rzędu Phyllodocida i rodziny Nephtyidae.

## Morfologia

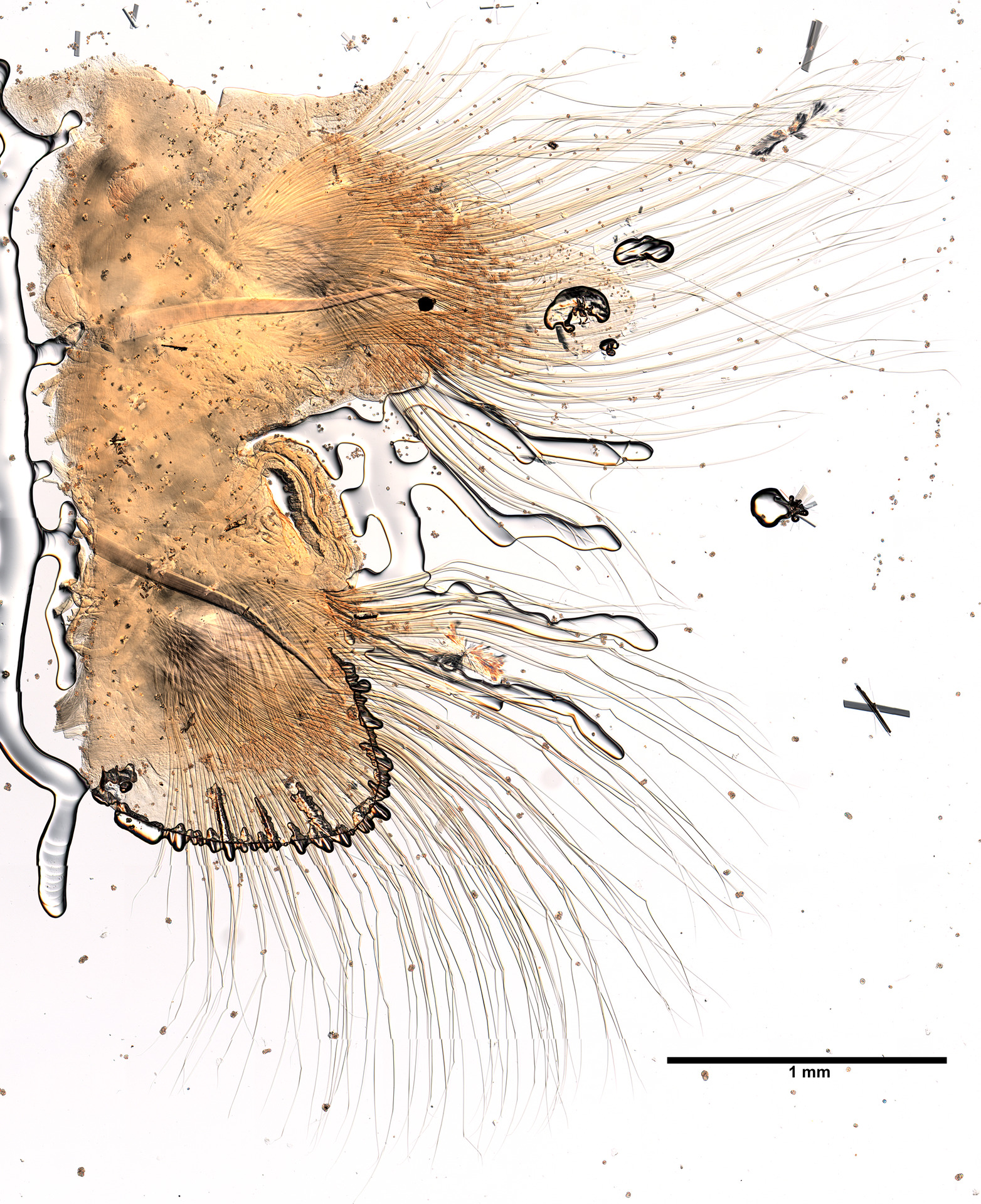
Parapodium z przednio-środkowej części ciała Aglaophamus circinata (preparat na szkiełku mikroskopowym)

Wieloszczety o ciele długim i wąskim, w przekroju czworokątnym, pozbawionym łusek. Prostomium jest zaopatrzone w jedną parę czułków i jedną parę bardzo krótkich głaszczków. Gardziel ma część wywracającą się na zewnątrz (ryjek) wyposażoną w parę bocznych szczęk, od 14 do 22 podłużnych rzędów papilli subterminalnych oraz papille terminalne. Proksymalna część gardzieli jest gładka, pozbawiona papilli. Parapodia są dobrze widoczne, zbudowane z dwóch gałęzi – grzbietowego notopodium i brzusznego neuropodium. Płaty acikularne parapodiów są ostro zakończone i zaopatrzone w zakrzywione na wierzchołkach acikule. W przestrzeń pomiędzy notopodium i neuropodium danego parapodium (przestrzeń interramalna) wrastają zakrzywione lub odchylone skrzela z przekształconych cirrusów wyrastających z brzusznej strony notopodiów. Na parapodiach obecne są szczecinki z zadziorami, natomiast szczecinki lirowate mogą występować lub nie.

## Taksonomia
Rodzaj ten wprowadzony został w 1866 roku przez Johana Gustafa Hjalmara Kinberga jako takson monotypowy z jednym, opisanym w tej samej publikacji gatunkiem, Aglaophamus lyratus. W tej samej publikacji opisany został również monotypowy rodzaj Aglaopheme, który zsynonimizowano później z Aglaophamus. Do rodzaju tego zalicza się 53 opisane gatunki:

- Aglaophamus agilis (Langerhans, 1880)
- Aglaophamus amakusaensis Imajima & Takeda, 1985
- Aglaophamus australiensis (Fauchald, 1965)
- Aglaophamus circinata (Verrill in Smith & Harger, 1874)
- Aglaophamus dibranchis (Grube, 1877)
- Aglaophamus dicirroides Fauchald, 1968
- Aglaophamus digitatus Hartman, 1967
- Aglaophamus elamellatus (Eliason, 1951)
- Aglaophamus erectanoides Hartmann-Schröder, 1965
- Aglaophamus erectans Hartman, 1950
- Aglaophamus eugeniae Fauchald, 1972
- Aglaophamus fabrun Franco & Rizzo, 2016
- Aglaophamus foliocirrata Rainer & Kaly, 1988
- Aglaophamus foliosa Pérez-Torrijos, Hernández-Alcántara & Solís-Weiss, 2009
- Aglaophamus foliosus Hartman, 1967
- Aglaophamus fossae Fauchald, 1972
- Aglaophamus gippslandicus Rainer & Hutchings, 1977
- Aglaophamus groenlandiae Hartman, 1967
- Aglaophamus hedlandensis Rainer & Kaly, 1988
- Aglaophamus heteroserrata Hartmann-Schröder, 1965
- Aglaophamus igalis Hartman, 1965
- Aglaophamus japonicus Imajima & Takeda, 1985
- Aglaophamus jeffreysii (McIntosh, 1885)
- Aglaophamus juvenalis (Kinberg, 1866)
- Aglaophamus lobatus Imajima & Takeda, 1985
- Aglaophamus longicephalus Hartman, 1976
- Aglaophamus longicirrata Pérez-Torrijos, Hernández-Alcántara & Solís-Weiss, 2009
- Aglaophamus lutreus (Baird, 1871)
- Aglaophamus lyratus Kinberg, 1866
- Aglaophamus lyrochaeta (Fauvel, 1902)
- Aglaophamus macroura (Schmarda, 1861)
- Aglaophamus malmgreni (Théel, 1879)
- Aglaophamus munamaorii (Gibbs, 1971)
- Aglaophamus orientalis Fauchald, 1968
- Aglaophamus paucilamellata Fauchald, 1972
- Aglaophamus peruana (Hartman, 1940)
- Aglaophamus phuketensis Nateewathana & Hylleberg, 1986
- Aglaophamus polyphara (Schmarda, 1861)
- Aglaophamus posterobranchus Hartman, 1967
- Aglaophamus profundus Rainer & Hutchings, 1977
- Aglaophamus pulcher (Rainer, 1991)
- Aglaophamus sinensis (Fauvel, 1932)
- Aglaophamus surrufa Fauchald, 1972
- Aglaophamus tabogensis (Monro, 1933)
- Aglaophamus tepens Fauchald, 1968
- Aglaophamus toloensis Ohwada, 1992
- Aglaophamus trissophyllus (Grube, 1877)
- Aglaophamus uruguayi Hartman, 1953
- Aglaophamus urupani Nateewathana & Hylleberg, 1986
- Aglaophamus verrilli (McIntosh, 1885)
- Aglaophamus victoriae Rainer & Kaly, 1988
- Aglaophamus vietnamensis Fauchald, 1968
- Aglaophamus virginis (Kinberg, 1865)